# Agenția Română
Agenția Română a fost o agenție de presă înființată în București în 1889 de către agenția austriacă „Corrbureau”. În 1895 a devenit prima agenție autonomă de presă din România; și-a încetat activitatea în 1916.